# ریو گرانده (فیلم)
ریو گرانده (انگلیسی: Rio Grande) فیلمی وسترن به کارگردانی جان فورد است که در سال ۱۹۵۰ منتشر شد.

## بازیگران
- جان وین
- مورین اوهارا
- بن جانسون
- ویکتور مک‌لاگلن
- جی. کارول نایش
- گرانت ویثرز
- چیل ویلز
- فرد کندی